# كورجون كبير العيون
كورجون كبير العيون (الاسم العلمي:Coregonus megalops) (بالإنجليزية: Lacustrine fluvial whitefish)‏ هو نوع من الأسماك يتبع جنس الكورجون من فصيلة سمك السلمون.